# Bilieu
Bilieu este o comună în departamentul Isère din sud-estul Franței. În 2009 avea o populație de 1.232 de locuitori.

## Evoluția populației
| An        | 1975 | 1982 | 1990 | 1999 | 2006  | 2009  |
| --------- | ---- | ---- | ---- | ---- | ----- | ----- |
| Populație | 326  | 510  | 741  | 922  | 1.111 | 1.232 |